# Borteatîn, Mostîska
Borteatîn (în ucraineană Бортятин) este un sat în comuna Dovhomostîska din raionul Mostîska, regiunea Liov, Ucraina.

## Demografie
Componența lingvistică a localității Borteatîn
     Ucraineană (99,83%)
     Alte limbi (0,17%)
Conform recensământului din 2001, majoritatea populației localității Borteatîn era vorbitoare de ucraineană (99,83%), existând în minoritate și vorbitori de alte limbi.